# Troodon
Troodon är ett utdött släkte med små dinosaurier (theropoda) som man hittat fossil av i Nordamerika, delstaterna Alaska, Alberta, Wyoming och Montana, och i Mexiko. Den tros ha levt i slutet av kritaperioden under Campanian och Maastrichtian för omkring 75 - 67 milj. år sedan. Det var en av de allra första dinosaurierna som beskrevs i Nordamerika, trots att den då bara var känd från tänder. Mer komplett material beskrevs av Dale Russel under 1980-talet, och Troodon är numera känd från omkring 20 skelett. Troodon är också troligen mest känd för att vara den mest intelligenta av alla dinosaurier. Det är möjligt att den levde i grupp.

## Beskrivning

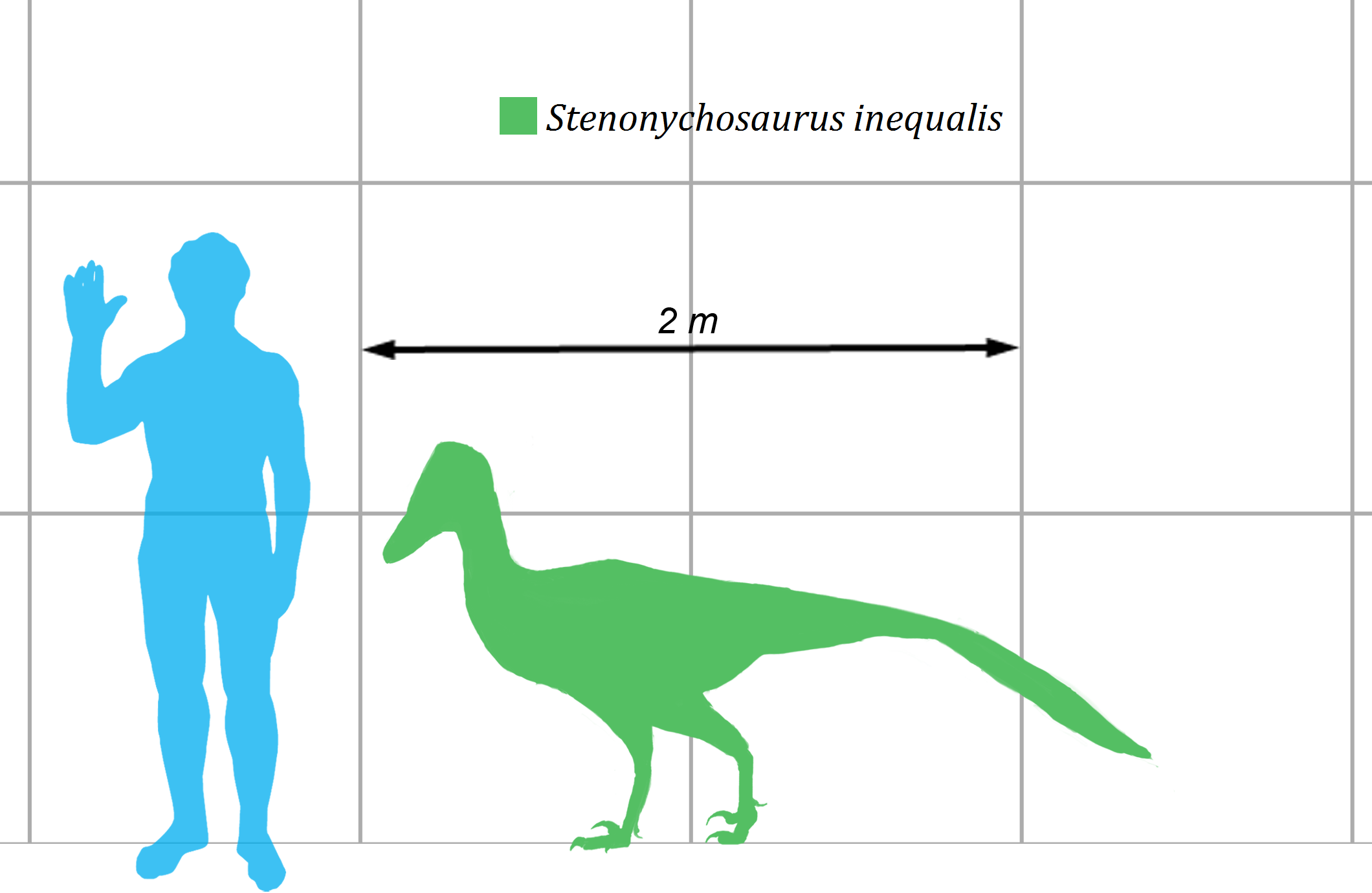
Troodon's storlek jämfört med en människa.

Troodon var ett gracilt djur, cirka 1,8 - 2 meter lång från nos till svanstipp, och tros ha vägt omkring 40 kilo. Liksom majoriteten med theropoder gick den uteslutande på sina starka bakben och balanserade kroppen med sin långa svans. Frambenen var relativt långa och händerna hade tre fingrar, det innersta delvis motställt, som en tumme. Detta bidrog till djurets förmåga att gripa om små saker. Frambenen kunde också läggas in mot kroppen, på samma sätt som moderna fåglar fäller ihop vingarna. Liksom flera av sina nära släktingar hade Troodon mycket långa bakben, vilket förmodligen gjorde dem till mycket snabba löpare. Som alla andra deinonychosaurier, såsom Deinonychus och Bambiraptor m. fl., var tå II på Troodon's fot uppfällbar, och hade en extra krökt klo som tros ha använts som vapen. Trots att man ännu inte har hittat en komplett skalle från Troodon vet man att den hade stora ögon. Förmodligen var synsinnet mycket välutvecklat, och det är möjligt att dess goda syn gjorde att Troodon kunde vara nattaktiv. Ögonen var dessutom riktade framåt, vilket kan ha givit binokulärt seende. Man har också kommit fram till att hjärnan var bland de största i förhållande till kroppsstorlek bland alla dinosaurier, vilket förmodligen gav Troodon relativt hög intelligens, kanske i samma klass som vissa fåglar. Nosen var ganska smal, och munnen var fylld med små vassa tänder. Troodon hade det högsta antalet tänder av alla theropoer, och var även heterodonta. Medan majoriteten av theropoder tros ha varit köttätare, har det spekulerats i att Troodontiderna kanske snarare var allätare eller växtätare. Många tror dock att Troodon levde på mindre byten, såsom små däggdjur, och andra dinosauriers ungar.

## "Dinosauroiden"

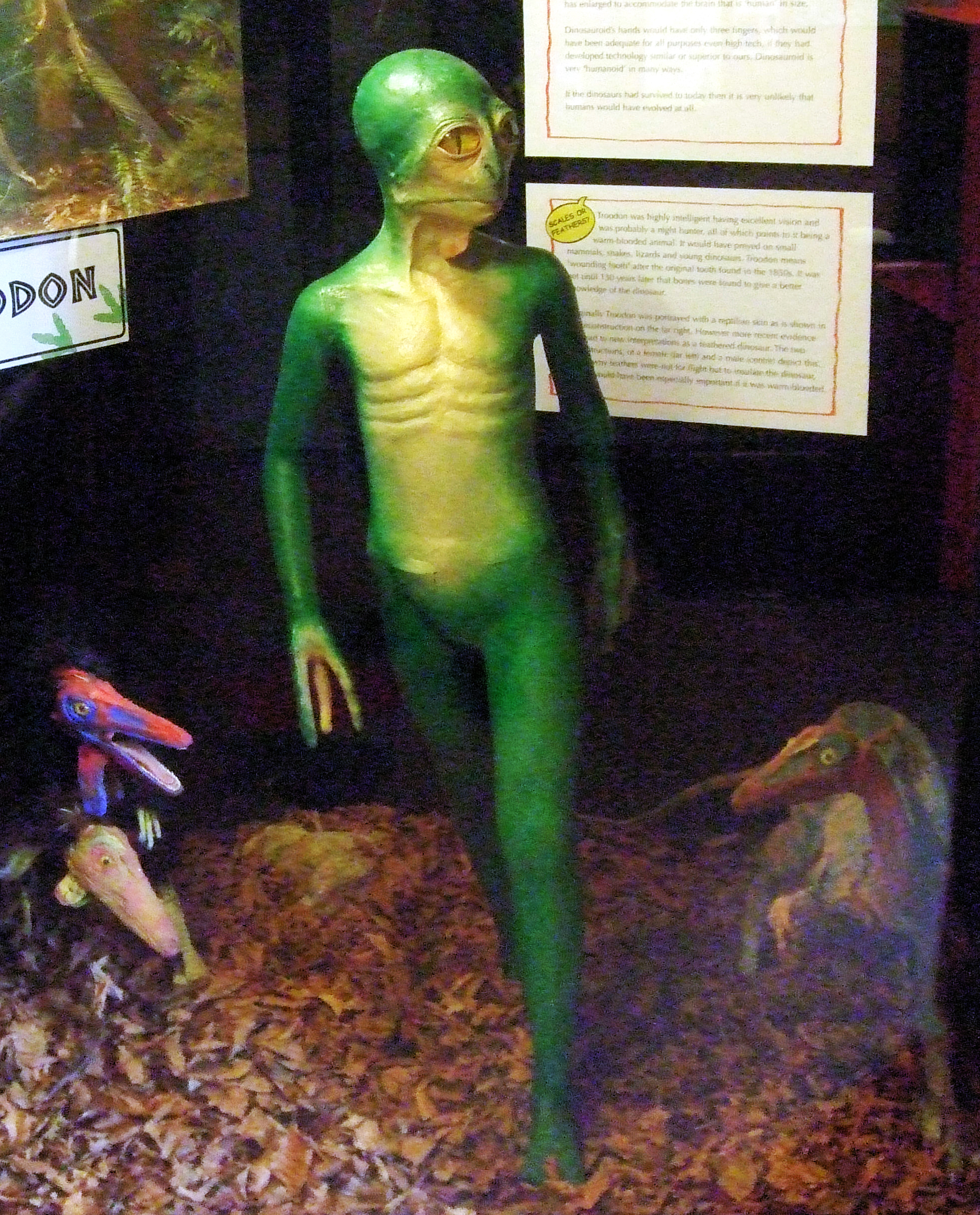
Den så kallade "Dinosauroiden", såsom Dale Russell föreställde sig den. Modell på Dinosaur Museum i Dorchester.

Troodon är vida känd som den mest intelligenta av alla dinosaurier. Den första skallen av Troodon hittades av den kanadensiske forskaren Dale Russell vid Canadian Museum of Nature. År 1982 presenterade Russell en teori att dinosaurier som Troodon och dess närmaste släktingar, förutsatt att de skulle ha överlevt krita-tertiär-utdöendet, skulle ha utvecklats till mycket människoliknande varelser. Russell spekulerade i att troodontidernas hjärna skulle växa sig allt större i takt med en fortsatt evolution, och att dess tyngd skulle tvinga djuren att börja gå upprätt. Vidare skulle det göra svansen, som tidigare fungerat som balansorgan, onödig. Frambenen skulle omvandlas till armar, och nosen skulle plattas till. Russell spekulerade också i att djuren skulle sluta att lägga ägg, och börja föda levande ungar istället. Denna hypotes visades bland annat i TV-programmet Dinosaur! under 1980-talet.
Trots att Russells hypotes har mötts med intresse av några, och ibland finns med i böcker om dinosaurier, har den utsatts för kritik av andra forskare. Dessa har argumenterat för att theropoder knappast skulle anta en sådan kroppsbyggnad, och att Russells varelse är misstänkt lik en människa.

## Fortplantning

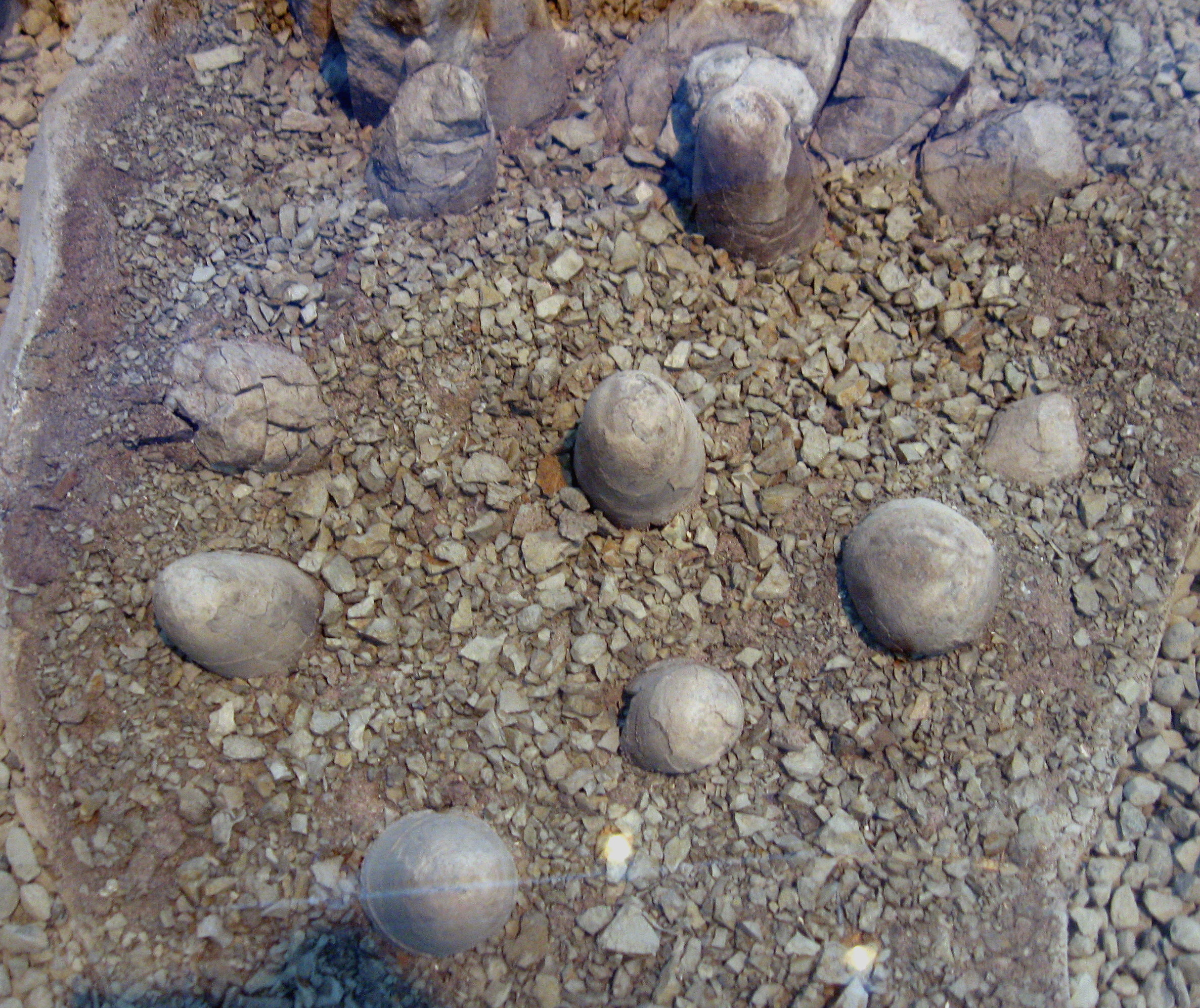
Fossilt bo efter Troodon.

Till skillnad från de allra flesta andra dinosaurier är Troodon känd från både fossiliserade ägg och bon. Dessa hittades i Montana vid Two Medicine Formation, inom ett området känt som "Egg Mountain". Äggen troddes först vara från den lilla ornithopoden Orodromeus, men embryon inuti visade att de var från en Troodon. Äggen är avlånga i formen, och det verkar som att Troodon lade några få, relativt stora ägg, istället för att lägga ett stort antal små, som exempelvis krokodiler gör. Äggen lades i intervaller, två stycken per dag, eller med längre mellanrum, och det är möjligt att flera honor lade ägg i samma bo, i likhet med strutsar. Det är också möjligt att äggen ruvades, och baserat på beteende hos moderna djur har forskare spekulerat i att detta kan ha utförts av hannen.